# La Palma (Guanajuato)
La Palma es una localidad del estado mexicano de Guanajuato. Es parte del municipio de Apaseo el Grande.

## Demografía
| Gráfica de evolución demográfica |
|                                  |

| Censo | Población |
| ----- | --------- |
| 1900  | 170       |
| 1910  | 192       |
| 1921  | 139       |
| 1930  | 244       |
| 1940  | 267       |
| 1950  | 386       |
| 1960  | 432       |
| 1970  | 871       |
| 1980  | 1 215     |
| 1990  | 1 816     |
| 2000  | 1 918     |
| 2010  | 2 392     |
| 2020  | 2 242     |